# Mörderberg (Berlin)

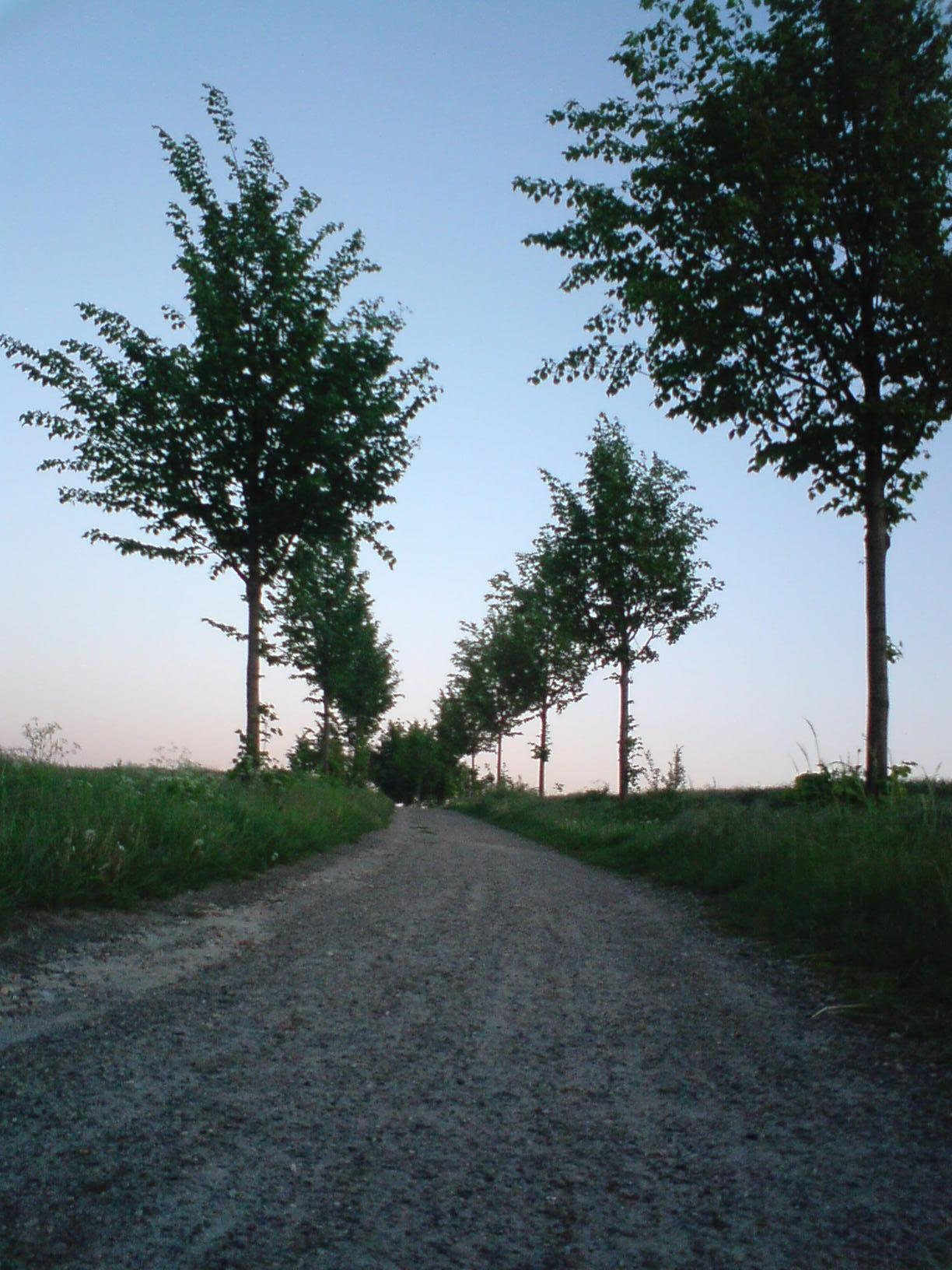
Aufstieg zum Mörderberg

Der Mörderberg (auch: Marderberg)  ist eine Erhebung im Berliner Ortsteil Stadtrandsiedlung Malchow des Bezirks Pankow. Er hat eine Höhe von 56,6 m ü. NN.
Er befindet sich südlich des alten Dorfkerns von Blankenburg und westlich des Dorfkerns von Malchow. Der Name leitet sich von Modder ab und weist auf die geringe Bodenqualität dieser Gegend hin. Er veränderte sich umgangssprachlich in „Marderberg“, in Anlehnung an die Tierfamilie.